# فرد ريتشاردز
فرد ريتشاردز (بالإنجليزية: Fred Richards)‏ هو لاعب كرة قاعدة أمريكي، ولد في 3 نوفمبر 1927 في ليفيتسبورغ في الولايات المتحدة، وتوفي في 18 مارس 2016 في وارن في الولايات المتحدة.

## وصلات خارجية
- فرد ريتشاردز على موقعبيزبول رفرنس.كوم (الدوري الرئيسي) (الإنجليزية)
- فرد ريتشاردز على موقعبيزبول رفرنس.كوم (الدوري الثانوي) (الإنجليزية)